# Haroutioun Vardanian
Haroutioun Vardanian (en arménien Հարություն Վարդանյան), né le 5 décembre 1970 à Gyumri en Arménie, est un footballeur international arménien puis un entraîneur de football.

## Carrière
Il est depuis 2018 l'entraîneur de l'équipe d'Arménie occidentale de football.

## Palmarès

### Récompenses individuelles
Il obtient la récompense de Footballeur arménien de l'année en 1997.